# ISO 2848
Tiêu chuẩn quốc tế ISO 2848 (Xây dựng công trình - Phối hợp mô đun - Nguyên tắc và quy tắc, Tổ chức tiêu chuẩn hóa quốc tế, 1984) là một tiêu chuẩn ISO được sử dụng bởi ngành xây dựng. Nó dựa trên bội số của 300 mm và 600   mm.
Trong khi những kích thước đó tương đương với 30 cm và 60 cm tương ứng, đó là việc sử dụng milimet là đáng kể.
Các số 300 và 600 được chọn vì chúng là các số ưu tiên do số lượng lớn ước của chúng - mọi số có thể được chia hết cho 2, 3, 4, 5, 6, 10, 12, 15, 20, 25, 30, v.v.., làm cho chúng dễ sử dụng trong phép tính nhẩm. Hệ thống này được gọi là "phối hợp mô-đun". Một tiêu chuẩn liên quan là Tiêu chuẩn Anh 6750.

## Mô-đun cơ bản
Đơn vị tiêu chuẩn của ISO 2848 là một mô-đun cơ bản, chiều dài 100 milimét (3,937 in) được thể hiện trong các tiêu chuẩn bằng chữ M. Tuân thủ tiêu chuẩn có nghĩa là các kích thước chính như đường lưới trên bản vẽ, khoảng cách giữa tâm tường hoặc bề mặt, chiều rộng của kệ và các bộ phận bếp là bội số của mô-đun cơ bản. Khi kích thước tăng, ưu tiên được dành cho các độ dài là bội số của 3 (xem foot mét), 6, 12, 15, 30 và 60 mô-đun cơ bản. Đối với kích thước nhỏ hơn, gia tăng mô đun 1⁄4 M (xem inch mét) và 1⁄2 M được ưu tiên.

### Foot mét
Foot mét chỉ là một biệt danh cho độ dài số ưu tiên của 3 mô-đun cơ bản (3 M), hoặc 300 milimét (11,811 in). 300 mm (30 cm) là chiều dài tương tự như một feet hoàng gia truyền thống quy tắc. Một foot mét là 4,8 milimét (0,189 in) ngắn hơn một foot hoàng gia.
Mặc dù thuật ngữ "foot mét" đôi khi vẫn được sử dụng ở Vương quốc Anh, đặc biệt là trong buôn bán gỗ, kích thước rất có thể được trích dẫn độc quyền trong các đơn vị số liệu ngày nay.
Các kích thước của các hãng phim tại Trung tâm Truyền hình BBC ở London, được khai trương vào năm 1960, được chỉ định và đo bằng foot, trái ngược với các giai đoạn phim nơi foot hoàng gia và inch chiếm ưu thế.